# Mycomya montforti
Mycomya montforti är en tvåvingeart som beskrevs av Chandler 1994. Mycomya montforti ingår i släktet Mycomya och familjen svampmyggor.
Artens utbredningsområde är Israel. Inga underarter finns listade i Catalogue of Life.